# Homorthodes mecrona
Homorthodes mecrona är en fjärilsart som beskrevs av Smith 1908. Homorthodes mecrona ingår i släktet Homorthodes och familjen nattflyn. Inga underarter finns listade i Catalogue of Life.